# James E. Burke
James Edward Burke (28. února 1925, Rutland, Vermont, USA – 28. září 2012 New Brunswick, New Jersey) byl americký manažer, v letech 1976 až 1989 hlavní výkonný ředitel společnosti Johnson & Johnson.

## Život
Burke se narodil v Rutlandu ve Vermontu, ale vyrostl v malém městě Slingerlands ve státě New York. Za druhé světové války sloužil u námořnictva v Tichomoří. Po konci války vystudoval Harvardově obchodní škole. Nejprve pracoval jako obchodní zástupce společnosti Procter & Gamble, ale v roce 1953 se stal produktovým ředitelem Johnson & Johnson a následně pokračoval vzhůru ve firemní hierarchii.
V letech 1976 až 1989 byl hlavním výkonným ředitelem společnosti. Za jeho působení se její obrat zvýšil třikrát.

### Aféra s otráveným lékem Tylenol
V 80. letech se lék proti bolesti Tylenol, který byl jedním z nejdůležitějších obchodních artiklů společnosti, stal terčem zločinné aktivity. V letech 1982 a 1986 došlo k úmrtí celkem osmi lidí (sedmi v oblasti Chicaga a jedné ženy v Yonkers), kteří užili otrávenou kapsli léku.
Johnson & Johnson stáhla v obou případech desítky miliony balení léku, což bylo v té době zcela neobvyklé, a Burke se osobně omluvil. Tylenol se vrátil na trh v bezpečnějším balení.
Pachatelé zločinu nikdy nebyli dopadeni. Způsob, jakým společnost Johnson & Johnson na případ zareagovala, je dodnes uváděn jako vzorový příklad krizového managementu.

### Působení po odchodu z Johnson & Johnson
Po odchodu z Johnson & Johnson se angažoval v hnutí proti drogám v Americe a v řadě charitativních i uměleckých institucích. Byl např. předsedou správní rady Metropolitního muzea umění v New Yorku.

### Soukromý život
V roce 1981 se oženil se svou manželkou Didi, se kterou zůstal do smrti. Měli dvě děti, syna Jamese a dceru Clo.

## Ocenění
V roce 2000 obdržel od prezidenta Billa Clintona Prezidentskou medaili svobody, což výslovně doporučil Clintonův předchůdce v úřadu George H. W. Bush.